# 409

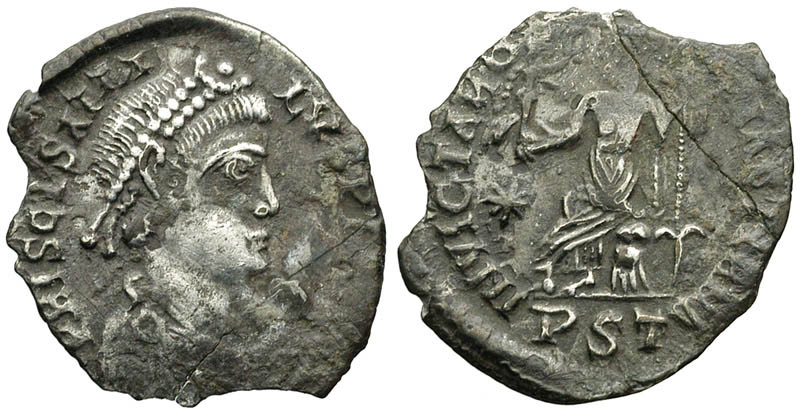
Priscus Attalus

Het jaar 409 is het 9e jaar in de 5e eeuw volgens de christelijke jaartelling.

## Gebeurtenissen

### Brittannië
- In Brittannië wordt de kustlijn niet langer meer door het Romeinse leger bewaakt. De Angelen, Juten en Saksen vestigen zich in zuidoost Engeland.

### Europa
- September of oktober: de Vandalen onder leiding van Gunderik trekken de Pyreneeën over en vallen Spanje binnen. Ze vestigen zich als foederati (bondgenoten) in Baetica.
- Na september/oktober, maar voor 412: de Alanen bezetten Lusitania en de Sueben stichten (onder het bewind van koning Hermeric?) hun eigen rijk in Gallaecia (Noord-Portugal]).
- Maximus wordt in Tarraco (huidige Tarragona) benoemd tot augustus (tegenkeizer) en leidt een opstand tegen de usurpator Constantijn III.

### Perzië
- Koning Yazdagird I van Perzische Rijk vaardigt een edict uit, dat gebiedt om toleranter te zijn jegens christenen en joden in zijn rijk.

### Italië
- De Visigoten onder aanvoering van Alarik I belegeren voor de tweede maal Rome en bedreigen de bewoners met hongersnood. Keizer Honorius weigert te onderhandelen met Alarik. Na een blokkade van de graanschuren in Portus, stemt de Senaat in met het betalen van een afkoopsom van 2500 kg goud.
- Alarik I benoemt Priscus Attalus, stadsprefect (praefectus urbi), tot medekeizer van het West-Romeinse Rijk. Hij bekeert zich tot het ariaanse geloof en wordt alleen in Italië erkend.

### India
- Koning Chandra-Gupta lijft de Shaka gebieden (West-India) in bij het Gupta Rijk. Hij bezet de havens van Gujarat en breidt zijn handelsroutes uit naar de Arabische Zee.

## Geboren
- Daniël de Styliet, monnik en pilaarheilige (waarschijnlijke datum)